# An Evening with Erasure
An Evening with Erasure es la grabación de un show del dueto inglés de synth pop Erasure para el EIS (Erasure Information Service) y cuya venta fue limitada para miembros del mismo.

## Listado de temas
1. Stop! 2:46
2. Home 4:34
3. Just Can't Get Enough 4:12
4. Don't Say Your Love Is Killing Me 3:39
5. A Little Respect 4:25

## Créditos y acotaciones
Grabado en Mánchester Academy, el 13 de diciembre de 1997.

Todas las canciones fueron escritas por Clarke/Bell, excepto «Just Can't Get Enough (»Clarke), canción que había escrito cuando estaba en Depeche Mode.

- Coros: Jordan Bailey, John Gibbons y Samantha Smith.
- Compilado: Jonathan Morris, Roger Johnson.

Diseño de tapa: P. A. Taylor.
Fotografía de tapa: Ian Stafford.